# Joseph Viple
Joseph Viple est un magistrat et élu local français, né le 19 mars 1880 à Ébreuil (Allier) commune où il est mort le 2 septembre 1947. Il est surtout connu pour ses travaux d'érudition historique sur le Bourbonnais.

## Biographie
François Joseph Étienne Viple est né à Ébreuil le 19 mars 1880. Il était le fils de Jean Antoine Viple, docteur en médecine, qui fut maire d'Ébreuil de 1896 à 1922.
Il fit des études de droit et obtint le doctorat en droit.
Il entra dans la magistrature en 1905 comme juge suppléant à Gannat. En novembre 1906, il devint juge suppléant rétribué à Montélimar, puis dès décembre 1906 à Nevers. En 1908, il fut nommé substitut à Issoire, puis en 1911 à Moulins. En 1918, il devint procureur à Cusset, puis revint à Moulins en 1924 comme procureur, poste qu'il occupa jusqu'à son départ en retraite le 19 mars 1945.
Il succéda à son père comme maire d'Ébreuil en 1922 et le resta jusqu'en 1944. Membre du Parti radical, il succède aussi à  son père comme conseiller d'arrondissement du canton d'Ébreuil en 1922, mais échoue à entrer au Conseil général de l'Allier lors d'une élection partielle en 1929, où il est battu par un candidat républicain modéré. 
Il fut l'un des fondateurs de la Société bourbonnaise des études locales et était membre de la Société d'émulation du Bourbonnais. Dans les années 1920, il participa aux premières fouilles sur le site contesté de Glozel et fut l'un des acteurs des démêlés judiciaires qui suivirent.
Joseph Viple était chevalier de la Légion d'honneur (1927).

## Œuvres
- La répression pénale de la mendicité, Paris, H. Jouve, 1905 (thèse de doctorat).
- Enquête sur la dépopulation dans l'arrondissement de Gannat, Moulins, Imp. nouvelle, 1911.
- Le canton d'Ébreuil pendant la Révolution (1789 à l'an VIII), Moulins, 1912.
- Histoire du Bourbonnais, Moulins, Société bourbonnaise des études locales, 1923, 153 p.
- Ébreuil, l'église abbatiale de Saint-Léger, Moulins, Crépin-Leblond, 1930, 27 p.
- Les enseignements d'Anne de France, Moulins, Crépin-Leblond, 1935, 39 p.
- Achille Allier, Moulins, Crépin-Leblond, 1936, 31 p., portrait hors texte.
- Manuel des études bourbonnaises, Valence, 1945, 59 p.
- (avec Camille Gagnon, Paul Dupieux, Marcel Génermont) Visages du Bourbonnais, Paris, Éd. des Horizons de France, 1947, 200 p., ill.